# Tim i Chris Stamper
Bracia Stamper, Tim Stamper (ur. 1961) i Chris Stamper (ur. 1958) – brytyjscy projektanci gier komputerowych, przedsiębiorcy, założyciele dwóch wytwórni gier komputerowych: Ultimate Play the Game i Rare.
Początkowo współpracowali nad zestawami do konwersji gier arcade, na które nabyli licencję, ale na początku lat 80. zaczęli tworzyć gry na domowy komputer ZX Spectrum. Chris programował gry, podczas gdy Tim projektował grafikę. Odnieśli sukces w ramach Ultimate grami takimi jak Jetpac i Knight Lore. Zdecydowawszy się ostatecznie na skupienie na produkcji gier konsolowych, bracia założyli w połowie lat 80. studio Rare. Stali się pierwszymi ważnymi zachodnimi deweloperami gier Nintendo, tworząc gry tegoż przedsiębiorstwa na licencji i porty. Przez kolejne dwie dekady Rare cieszyło się bliskimi relacjami z Nintendo i opracowało dla niego wiele ważnych tytułów, w tym Donkey Kong Country i GoldenEye 007. Microsoft nabył Rare w 2002 roku, a bracia odeszli z przedsiębiorstwa w 2007 roku.
Bracia Stamper nie udzielają się w prasie, są znani ze swojej szczególnej metody pracy oraz promowania rywalizacji między zespołami w Rare. Cieszyli się wielką rzeszą fanów w latach 80., należeli do najbardziej wpływowych deweloperów lat 90., a w 2015 roku zostali wyróżnieni tytułem Development Legends na rozdaniu nagród branżowego magazynu „Develop”.

## Młodość
Chris Stamper wcześnie zainteresował się elektroniką, a w młodości zbudował oscyloskop. Podczas studiów złożył komputer z 8-bitowym procesorem i nauczył się programować, tworząc oprogramowanie do sygnalizacji świetlnej. Uczęszczał do University of Technology w Loughborough z zamiarem zdobycia dyplomów z elektroniki i fizyki, ale opuścił uniwersytet w 1981 roku, aby programować na pełny etat. Chris pracował z elektroniką maszyn do gier arcade, rozwiązywał błędy oprogramowania i przekonwertował Space Invaders na maszyny z grą Galaxian. Namówił swojego brata Tima, aby ten do niego dołączył. Bracia pracowali jako projektanci gier w przedsiębiorstwie produkującym maszyny arcade, Associated Leisure, razem z kolegą z uczelni, Johnem Lathburym. Dołączyli doń, gdy ten założył własne przedsięwzięcie, Zilec Electronics, które zajmowało się konwersjami gier arcade. Pracowali nad 12 grami na automaty, w tym Gyruss i Blue Print, oraz innymi grami przeznaczonymi dla wytwórni Konami i Sega, gdzie nie byli wymienieni z nazwiska. Praca obejmowała podróże zagraniczne do Japonii, gdzie bracia zapoznali się z tamtejszym przemysłem gier. W tym czasie Chris kupił i zbadał nowy procesor Z80, na którym nauczył się programować w ciągu dwóch lat.

## Ultimate
W 1982 roku bracia założyli Ashby Computers and Graphics w mieście Ashby-de-la-Zouch w Leicestershire, razem z Lathburym i dziewczyną Tima, Carole Ward, którą Tim poślubił w 1985 roku. Pracowali w czteropokojowym domu szeregowym naprzeciw rodzinnego sklepu i przez pierwsze sześć miesięcy prowadzili działalność przy bardzo niskim budżecie, wspólnie opłacając rachunki. Chris i Lathbury programowali, a Tim i Carole projektowali grafikę. Carole również pełniła funkcję sekretarki przedsiębiorstwa. Pod powszechnie znanym szyldem Ultimate Play the Game najpierw licencjonowała zestawy do konwersji gabinetów arcade, zanim przeszła na bardziej dochodowy brytyjski rynek komputerów domowych.
Bracia Stamper tworzyli głównie na komputerach ZX Spectrum, ze względu na doświadczenie Chrisa z procesorem Z80. Tim później opracowywał również nowe patenty. Ultimate odniosło sukces dzięki takim grom jak Jetpac (1983), Atic Atac (1983), Sabre Wulf (1984) i Knight Lore (1984), które przewyższały poziomem ówczesne gry zręcznościowe. Bracia zlecali programowanie swoich gier na inne platformy zewnętrznym deweloperom, skupiając się na produkcji nowych projektów.
Bracia Stamper nie udzielali się w prasie. Wyjaśniali, że wynika to zarówno z potrzeby zachowania własnej prywatności, jak i z przekonania, że to ich gry powinny przemawiać same za siebie. Bracia Stamper byli znani z tego, że pracowali po 18 godzin dziennie, gdyż uważali, że praca na pół etatu „skutkuje grą na pół gwizdka”. Mieli tylko dwa dni wolne: poranki podczas świąt Bożego Narodzenia. Tim Stamper nazywał własnoręcznie zbudowane Lamborghini symbolem swojej ciężkiej pracy.

## Rare
W połowie lat 80., gdy powodzeniem cieszył się izometryczny silnik gier Filmation, wykorzystany m.in. w Knight Lore, bracia Stamper założyli oddzielną spółkę: Rare Designs of the Future, później skróconą do Rare. Podczas gdy Ultimate zostało stworzone z myślą o brytyjskim rynku mikrokomputerów domowych, Rare – z myślą o rozwijającym się japońskim rynku konsol do gier, poznanym dzięki kontaktom z przedstawicielami japońskiej branży gier zręcznościowych. Nintendo początkowo w 1983 roku odrzuciło ofertę braci, co skłoniło Chrisa Stampera do studiowania sprzętu Nintendo Entertainment System (NES) przez sześć miesięcy. Bracia następnie polecieli do Kioto, aby zaprezentować próbki oprogramowania przedstawicielom Nintendo. Nintendo od braci Stamper kupiło grę Slalom, która sprzedała się w liczbie pół miliona kopii i uczyniła z nich pierwszych zewnętrznych zachodnich deweloperów pracujących dla Nintendo. Kiedy zainteresowanie Filmationem i grami na Spectrum zaczęło słabnąć, bracia sprzedali część Ultimate wydawnictwu U.S. Gold (zachowując jednak większościowy udział) i skupili się na Rare.
Rare na platformie Nintendo Entertainment System pracowało głównie nad grami licencjonowanymi i portami z innych platform dla wielu wydawnictw. Dochodowa praca nie była zbyt innowacyjna, ale pomogła Stamperom poznać technologię konsoli. Dokonując inżynierii odwrotnej sprzętu, Chris Stamper opracował prototyp przenośnej konsoli NES przed wydaniem przenośnej konsoli Game Boy przez Nintendo. Chris uważał, że wiejskie otoczenie Rare – spółka miała siedzibę w wiejskim domu w Twycross – było odprężające i ułatwiało proces tworzenia gier. Pierwszym przebojem Rare dla NES, sprzedanym w liczbie powyżej 1 miliona kopii, była R.C. Pro-Am (1988). Chris później stwierdził, że jego brytyjscy koledzy mimo niewątpliwego talentu zupełnie nie rozumieli międzynarodowego rynku gier komputerowych.
Na początku lat 90. Rare zainwestowało w komputery Silicon Graphics, których używali do pomocy przy renderowaniu obrazów generowanych komputerowo. Nintendo kupiło ćwierć udziałów w Rare, ostatecznie rozszerzyło swój udział do 49% i zaoferowało przedsiębiorstwu stworzenie gry z udziałem wybranego bohatera japońskiej wytwórni. Bracia Stamper wybrali Donkey Konga, z czego wynikła gra Donkey Kong Country (1994). Ta zaś odniosła ogromny sukces i była najbardziej dochodową grą na konsolę Super Nintendo Entertainment System. Rare w drugiej połowie lat 90. odniosło kolejne sukcesy dzięki serii „bijatyk” Killer Instinct i grom realizowanym dla japońskiej wytwórni na konsolę Nintendo 64, w tym Banjo-Kazooie, Blast Corps, Diddy Kong Racing, Jet Force Gemini, Donkey Kong 64 i GoldenEye 007. Ten ostatni tytuł był ówcześnie przełomową strzelanką pierwszoosobową, przeznaczoną na konsole.
Bracia Stamper byli wymagającymi szefami Rare, którzy nadal pracowali po 15 godzin dziennie po przejściu na stanowiska kierownicze. Chris Stamper kontynuował kodowanie dla wytwórni do połowy lat 90., jednocześnie pełniąc funkcję prezesa i dyrektora technicznego Rare. Tim kontynuował pracę nad grafiką, w tym tłami na potrzeby Donkey Kong Country. Ich młodszy brat, Stephen, również pracował jako dyrektor operacyjny Rare. Bracia Stamper zachęcali do rywalizacji między zespołami deweloperskimi i byli zaangażowani w podejmowanie decyzji o każdej grze, nawet gdy przedsiębiorstwo rozrosło się do kilkuset pracowników. Wielu pracowników Rare odeszło w 1997 roku na rzecz innego studia skupionego wokół Sony, a w trakcie produkcji sequela GoldenEye odeszła kolejna grupa zatrudnionych. Pomimo przyzwoitych recenzji, kolejne gry Rare nie osiągnęły sukcesu na miarę swoich poprzedników, a słabe wyniki sprzedaży prowadziły do dalszego odpływu pracowników.

## Po rozpadzie Rare
Po dwuletnich negocjacjach w 2002 roku Microsoft nabył Rare, a na początku 2007 roku bracia Stamper opuścili przedsiębiorstwo. Żona Tima Stampera kontynuowała pracę w strukturach Rare. Bracia przez następne dziesięć lat nie udzielali się w prasie. W 2004 roku Chris Stamper zakupił posiadłość Eydon Hall za 17 milionów funtów.
Dekadę później bracia zainwestowali w FortuneFish, studio produkujące gry mobilne z siedzibą w Nottingham, założone przez syna Tima Stampera. FortuneFish wydało w 2017 roku Kroko Bongo, rytmiczną grę platformową, której estetyka i muzyka przywoływały charakterystyczny styl Rare z czasów Donkey Kong Country. FortuneFish jest jednym z nowszych przedsięwzięć braci Stamper. Tim Stamper w tym samym czasie przerwał milczenie w mediach, publicznie pisząc na Twitterze o anulowanej grze Rare, Project Dream.

## Spuścizna
Magazyn „Bloomberg Businessweek” pisał, że oprogramowanie braci w latach 80. cieszyło się wpływem na miarę grupy The Beatles, a czasopismo „Next Generation” wymieniło ich w 1995 roku wśród najbardziej wpływowych osób w branży gier. Bracia Stamper zostali uhonorowani tytułem Development Legends podczas rozdania nagród Develop Industry Excellence Awards w 2015 roku. Kompilacja gier Ultimate i Rare z 2015 roku, Rare Replay, zawiera mechanikę gry opartą na zbieraniu znaczków (stamps – aluzja do nazwiska twórców), które odblokowują filmy opowiadające o historii obu wytwórni.